# Ecitoxenidia brevicornis
Ecitoxenidia brevicornis är en skalbaggsart som beskrevs av Charles Hamilton Seevers 1959. Ecitoxenidia brevicornis ingår i släktet Ecitoxenidia och familjen kortvingar. Inga underarter finns listade i Catalogue of Life.